# 남양동 (사천시)
남양동(南陽洞)은 대한민국 경상남도 사천시의 동이다. 면적은 23.3km2이고, 인구는 2016년 3월 31일을 기준으로 2,557세대 5,959명이다.

## 개요
남양동은 우람한 와룡산의 정기가 병풍처럼 뒤를 감싸고 그 앞으로 아름다운 각산과 사천만을 굽이도는 긴 해안선의 저녁노을을 볼 수 있는 지역이다. 신벽 지석묘와 12차농악전수관, 국내 최대의 백천사 약사와불,충무공의 호국 얼이 깃든 모충공원 등 유서 깊은 역사와 문화를 간직한 곳으로 비옥한 토지와 사천만 앞바다에서 생산되는 포도와 배, 싱싱한 해산물 등 풍성한 먹거리가 있다.

## 연혁
- 1912년 이전 : 고성군 남양면
- 1912년 8월 1일 : 사천군으로 편입[3]
- 1956년 7월 8일 : 삼천포읍과 통합하여 삼천포시로 승격
- 1956년 10월 1일 : 남양출장소 설치[4][5]
- 1995년 5월 1일 : 행정동 송포동, 죽림동을 남양1동으로 행정동 백신동, 노대동을 남양2동으로 통합[6]
- 1998년 9월 12일 남양1동과 2동을 남양동으로 통합[7]
- 1999년 8월 27일 남양출장소 폐지[8]

## 법정동
- 노룡동(魯龍洞)
- 대포동(大圃洞)
- 백천동(白川洞)
- 송포동(松圃洞)
- 신벽동(新碧洞)
- 죽림동(竹林洞)

## 교육
- 남양중학교
- 남양초등학교

## 문화재
- 신벽동 지석묘